# Будашири
Будашири (монг. Будшир хатан?, ᠪᠤᠳᠢᠰᠢᠷᠢ?, Budashri; кит. 卜答失里; 1307—1340) — монгольская политическая деятельница периода существования империи Юань,супруга Туг-Тэмура, регентша, правившая между 1332 и 1340 годами, вплоть до лишения титулов Тогон-Тэмуром. Носила титул Великой Вдовствующей Императрицы, управляя страной 7 лет. Будашири возвела на монгольский трон двух императоров, от лица которых правила единолично.

## Биография
Будашири происходила из клана Конгратов. Будашири стала женой Туг-Тэмура. Она стала императрицей в 1328 году, когда её муж взошел на престол в первый раз. В начале 1329 она получила императорскую печать. Считается, что она родила мужу как минимум троих сыновей: Араднадару (умер в 1332), которого назвали наследником; Эль-Тэгус (1329—1340); и Taipingna (умер молодым). Неизвестно, были ли у нее дочери.
Во время царствования её мужа, императрица отвечала за изгнание старшего брата императора, Тогон-Тэмура, в Корё, а затем в Хэнань. Её претензии были в том, что он не был фактическим сыном Кутукту-хагана Хошилы, старшего брата Туг-Тэмур. Когда Туг-Тэмур умер в 1332 году Будашири организовала казнь мачехи Тогон-Тэмура, Бабуши, обвинив её в подготовке переворота против её покойного мужа.
Будашири была назначена регентом в соответствии с традицией, поскольку Туг-Тэмур не назначил преемника. По легенде на смертном одре Туг-Тэмур выразил раскаяние за то, что он сделал с Тогон-Тэмуром, и намеревался передать престол своему племяннику Тогон-Тэмуру. В результате, Будашири не утвердила трон за своим сыном Эль-Тэгусом, но также не утвердила за Тогон-Тэмуром. В качестве императора 13 октября 1332 года был назначен шестилетний Иринджибал, младший брат Тогон-Тэмура. Императрица сделала это под давлением со стороны великого советника Эль-Тимура, который сопротивлялся тому, чтобы Тогон-Темур занял трон, так как его подозревали в отравлении своего отца. Через месяц после того, как она назначила Иринджибала, Будашири было присвоено звание вдовствующей императрицы и было поручено вступить в регентство. Однако, спустя два месяца, молодой император умер.
Эль-Тэмур продолжал настаивать на том, чтобы она возвела Эль-Тэгуса на трон, но императрица отказалась, утверждая, что она по-прежнему выполняет волю своего покойного мужа, и что Эль-Тэгус слишком молод, чтобы править. Вместо этого, она привезла в столицу тринадцатилетнего Тогон-Тэмура и назначила его в качестве императора в 1333 году. В 1336 году, она была возведена в ранг Великой вдовствующей императрицы. Будашири оставалась регентшей в течение более семи лет, практически управляли империей. В 1340 году, когда у императора выросла уверенность, что он может взять государство под контроль и решать вопросы, он начал расследование по поводу несправедливостей, чинимых его покойному отцу и мачехе. Он также указал на различные обиды, нанесенные ему Великой вдовствующей императрицы. В результате в середине 1340 он приказал, чтобы Будашири была лишена всех своих титулов и сослана в префектуру Донг Сиань (современный город Ланфан в провинции Хэбэй), где она была убита примерно в возрасте тридцати трех лет. Тогон-Тэмур также изгнал Эль-Тэгус, которого вскоре после этого убили.

## Образ в искусстве
Роль Будашири в южнокорейском телесериале "Императрица Ки" сыграла Ким Со-хён.